# Okres Ried
Okres Ried je okres v rakouské spolkové zemi Horní Rakousy. Má rozlohu 584,96 km² a žije tam 61 850 obyvatel (k 1. 1. 2021). Sídlem okresu je město Ried im Innkreis. Okres se dále člení na 36 obcí (z toho 1 město a 8 městysů).

## Města a obce

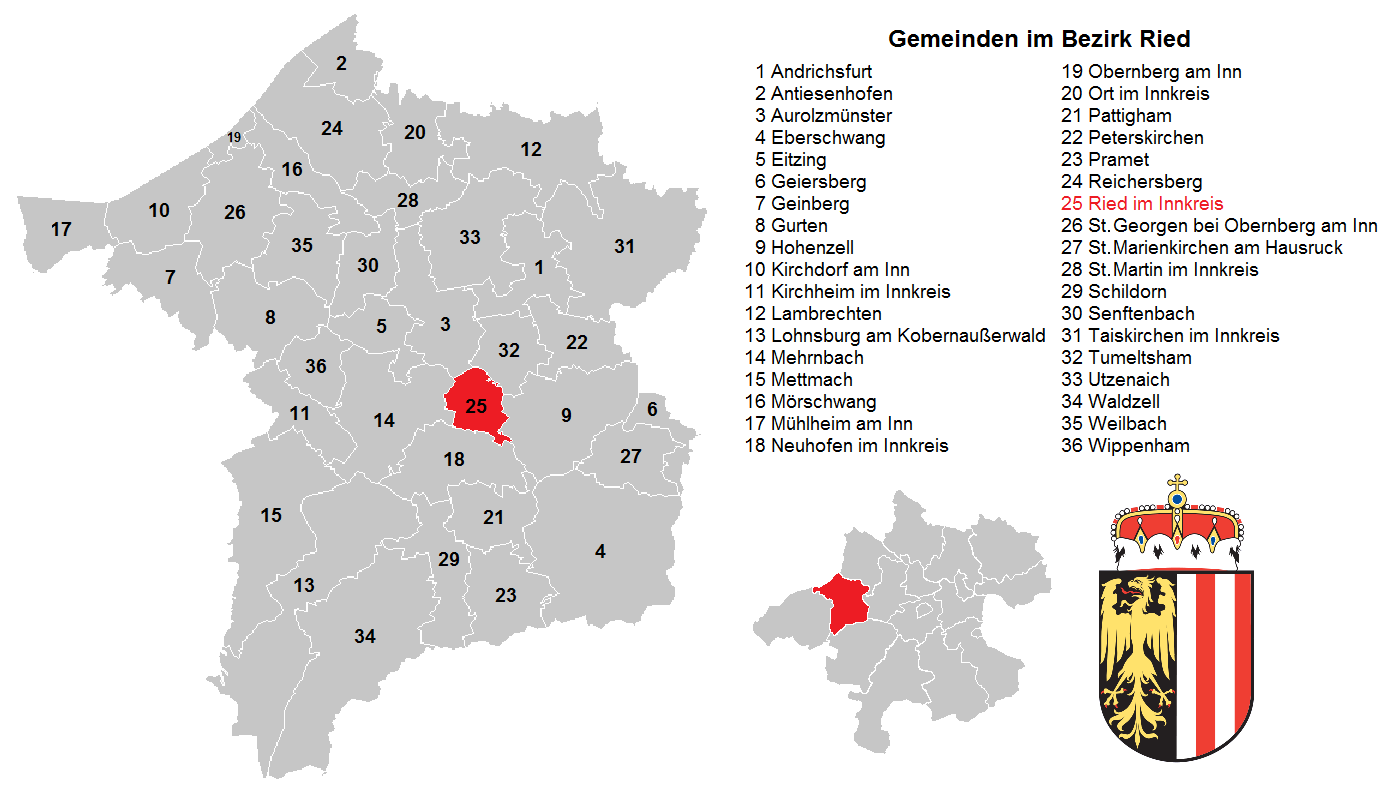
Obce v okrese Ried

| Město: - Ried im Innkreis Městysy: - Aurolzmünster - Eberschwang - Lohnsburg am Kobernaußerwald - Mettmach - Obernberg am Inn - Reichersberg - St. Martin im Innkreis Obce: - Andrichsfurt - Antiesenhofen - Eitzing - Geiersberg - Geinberg - Gurten - Hohenzell - Kirchdorf am Inn | - Kirchheim im Innkreis - Lambrechten - Mehrnbach - Mörschwang - Mühlheim am Inn - Neuhofen im Innkreis - Ort im Innkreis - Pattigham - Peterskirchen - Pramet - Schildorn - Senftenbach - St. Georgen bei Obernberg am Inn - St. Marienkirchen am Hausruck - Tumeltsham - Utzenaich - Waldzell - Weilbach - Wippenham |